# Meister der Margriet Uutenham
Als Meister der  Margriet Uutenham wird der Maler oder die Malerin bezeichnet, die um 1475 ein Stundenbuch prachtvoll ausgemalt hat. Das Buch war im Besitz von Margriet Uutenham und gab der Künstlerin ihren Notnamen. Es befindet sich heute in Privatbesitz. Bei der namentlich unbekannten Künstlerin könnte es sich um eine der Nonnen des Klosters Bethanië bei Arnheim gehandelt haben. Wahrscheinlich waren mehrere Nonnen an der Ausmalung tätig, Sie sollen auch die Randleisten des Stundenbuchs der Sophia van Bylant, heute im Wallraf-Richartz-Museum in Köln gemalt haben.
.,